# Gaëtan Dussausaye
Gaëtan Dussausaye (ur. 5 kwietnia 1994 w Brétigny-sur-Orge) – francuski polityk i samorządowiec, parlamentarzysta.

## Życiorys
Syn specjalisty ds. marketingu i pielęgniarki. W młodości grał w zespole metalowym Bursting Creepy. Ukończył studia licencjackie z filozofii i literatury na Université Panthéon-Sorbonne, następnie podjął nieukończone studia magisterskie. W 2011 zaangażował się w działalność polityczną w ramach Frontu Narodowego (przekształconego później w Zjednoczenie Narodowe). W latach 2014–2018 kierował partyjną młodzieżówką FNJ, następnie został specjalistą ds. komunikacji i badań w strukturach ugrupowania oraz jego przewodniczącym w departamencie Dolina Marny. W 2021 wybrany do rady regionu Île-de-France. W wyborach z czerwca 2024 z ramienia RN uzyskał mandat posła do Europarlamentu X kadencji (który formalnie objął). W następnym miesiącu został wybrany na deputowanego do Zgromadzenia Narodowego. Pod koniec września 2024 odszedł z Europarlamentu.